# Đỗ Xuân Hợp
Đỗ Xuân Hợp (1906 – 1985) là một thầy thuốc nổi tiếng và là một tướng lĩnh Quân đội nhân dân Việt Nam, hàm thiếu tướng; nguyên Ủy viên Thường vụ Quốc hội Việt Nam khóa IV.

## Tiểu sử tóm tắt
Ông quê ở quận Hoàn Kiếm, Hà Nội; nhập ngũ năm 1946; thụ phong quân hàm Thiếu tướng và học hàm Giáo sư năm 1955; thụ phong danh hiệu Anh hùng lực lượng vũ trang nhân dân năm 1985.
Năm 1929, ông tốt nghiệp Trường Cao đẳng Y dược và trở thành bác sĩ y khoa từ năm 1944.
1932-1945, ông là Giảng viên Trường Y dược Đông Dương rồi Đại học Y khoa Việt Bắc (1949-1954).
Ngày 27/3/1946 Bác sĩ Đỗ Xuân Hợp, Chủ tịch cơ quan Cứu tế xã hội Bắc bộ, kiêm chức Giám đốc Nha Cứu tế Trung ương, Bộ Xã hội. Ngày 28 tháng 6 năm 1946, Bác sĩ Đỗ Xuân Hợp xin từ chức Giám đốc Nha Cứu tế Trung ương, được chấp thuận vào ngày 14 tháng 9 năm 1946 (thay thế là Nguyễn Hữu Viên, Chánh Văn phòng Bộ Xã hội từ 27/3/1946).
1950-1960, ông là Viện trưởng Viện Quân y Khu 10; Hiệu trưởng kiêm Chủ nhiệm Bộ môn giải phẫu Trường Quân y sĩ Việt Bắc, Trường Sĩ quan quân y; Chủ nhiệm Bộ môn giải phẫu Đại học Y khoa Hà Nội (1954-1985).
1960-1978, ông là Giám đốc Học viện Quân y.
Ông là Phó Chủ tịch Tổng Hội Y học Việt Nam từ khi thành lập; sáng lập viên và là Chủ tịch Hội Hình thái học Việt Nam (1965-1985); sáng lập viên Hội Nhân chủng học, chuyên viên đầu ngành giải phẫu học Việt Nam.
Từ năm 1934 đến năm 1985, ông đã đào tạo 15.000 cán bộ y tế trong và ngoài Quân đội, là tác giả 125 công trình về Nhân trắc học và Hình thái học người Việt Nam.
Ông là Đại biểu Quốc hội từ khóa II đến khóa VII, Ủy viên Thường vụ Quốc hội khóa IV, Phó Chủ nhiệm Ủy ban Y tế - Xã hội của Quốc hội khóa VI, Ủy viên Trung ương Mặt trận Tổ quốc Việt Nam khóa III, Phó Chủ tịch Ủy ban Mặt trận Tổ quốc Việt Nam thành phố Hà Nội khóa IV.
Ngoài ra, ông còn là Ủy viên Ban Chấp hành Trung ương Đảng Xã hội Việt Nam, Bí thư Ban Chấp hành Đảng bộ Đảng Xã hội Việt Nam thành phố Hà Nội .
Ông đã được Nhà nước Việt Nam tặng thưởng: Huân chương Hồ Chí Minh, Huân chương Quân công hạng nhất và nhiều huân, huy chương khác.
Ông còn được nhận Giải thưởng Textut của Viện Hàn lâm Y học Pháp năm 1949, Giải thưởng Hồ Chí Minh năm 1996.
Tên ông cũng được đặt cho một số con đường : Tp Hồ Chí Minh, Thủ Đô Hà Nội, Đà Nẵng, Tp Nha Trang...